# Duurzaam goed

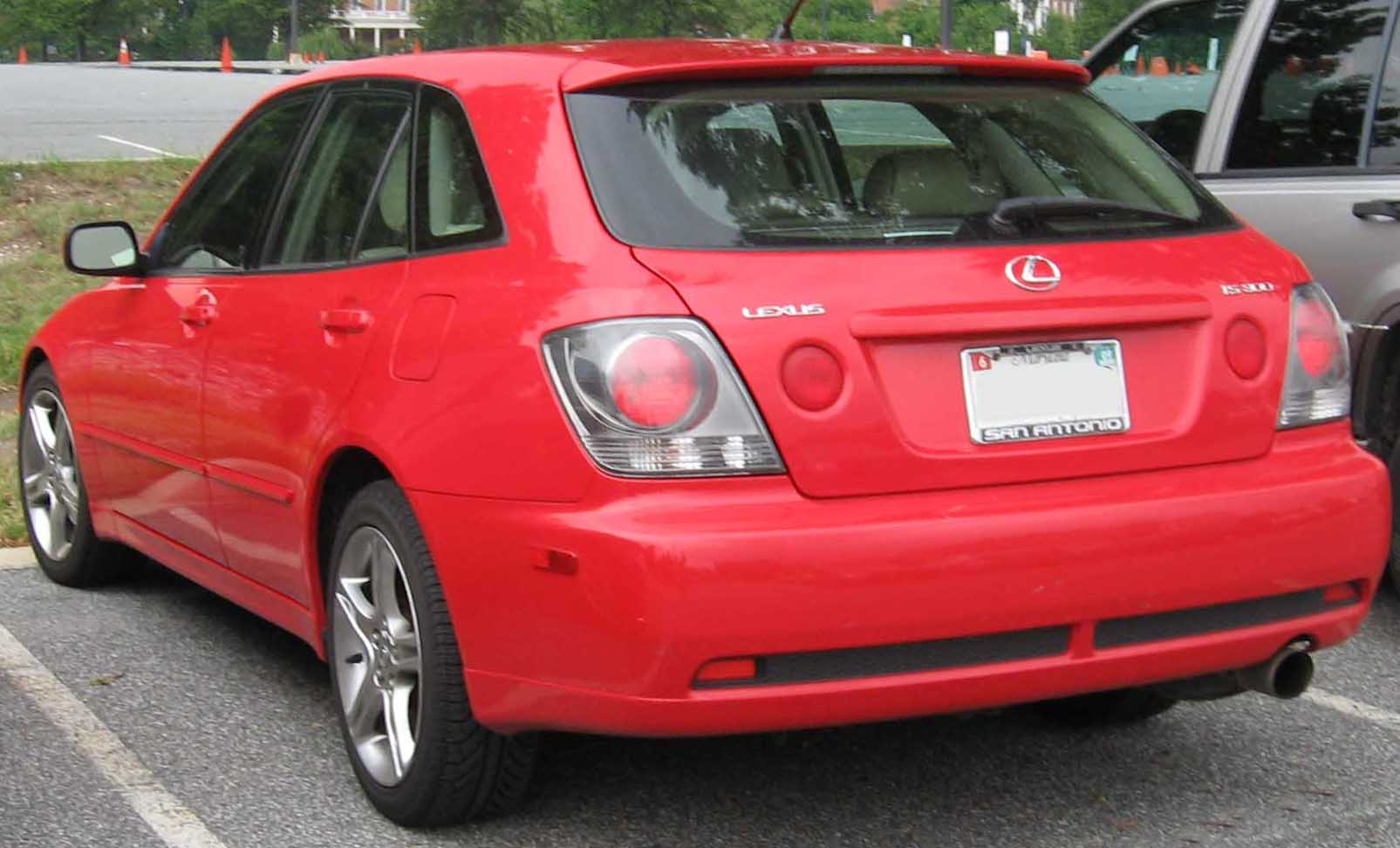
Een auto is een duurzaam goed, de benzine waarmee deze wordt aangedreven een niet-duurzaam goed

De term duurzaam goed wordt in de economische wetenschap gebruikt om goederen te duiden die niet onmiddellijk slijten, of, om preciezer te zijn, hun nut in de loop van de tijd vrijgeven, en niet in één keer geconsumeerd worden. Zaken zoals bakstenen of juwelen kunnen als perfect duurzame goederen beschouwd worden, daar deze nagenoeg nooit versleten raken; hoog-duurzame goederen zoals koelkasten, auto's en klassieke mobiele telefoons hebben gewoonlijk drie of meer jaren nut.
Bekende duurzame consumentengoederen zijn auto's, huishoudelijke apparaten, meubilair en speelgoed.
Niet-duurzame goederen (ook wel aan geduid als soft goods of fast-moving consumer goods) zijn het tegenovergestelde van duurzame goederen; hieronder worden goederen verstaan die hetzij in één keer opgebruikt worden (eten, benzine), hetzij die een levensduur van minder dan drie jaar hebben (rol wc-papier, smartphones, polkadotpumps).
Waar duurzame goederen zowel gehuurd als gekocht kunnen worden, kunnen niet-duurzame goederen meestal niet gehuurd worden. Waar de aanschaf van duurzame goederen meestal wordt gerekend tot de investeringsvraag van goederen, vallen niet-duurzame goederen veelal onder de consumptieve vraag.

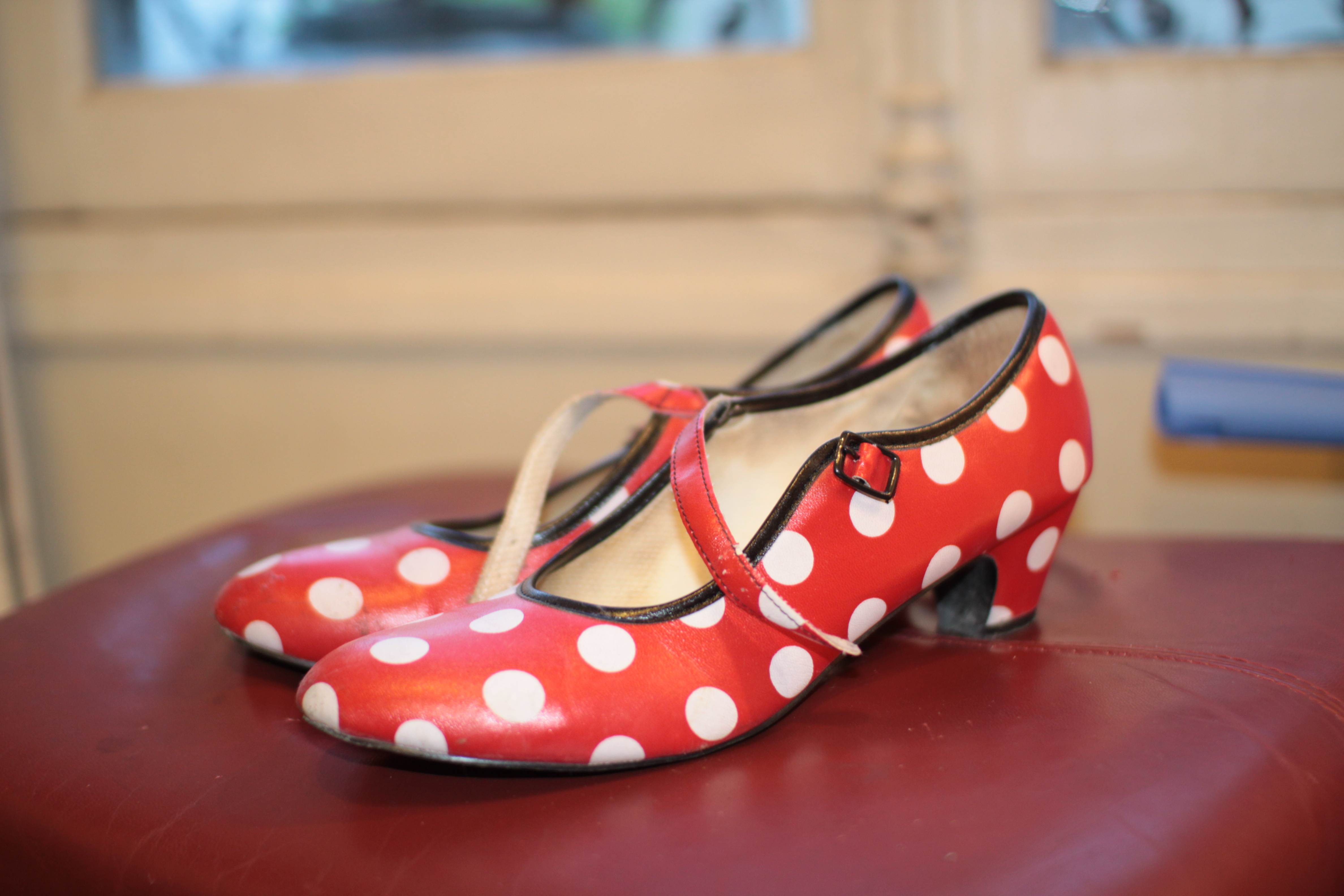
Sommige al te modieuze schoenen vallen in de categorie niet-duurzame goederen

Specifieker betekent duurzaam lang meegaan, vooral ook in vergelijking met soortgelijke producten van minder goede kwaliteit.

## Referentie
1. ↑   Sullivan, Arthur, Steven M. Sheffrin (2003). Economics: Principles in action. Prentice Hall, Upper Saddle River, New Jersey 07458, pp. 302. ISBN 0-13-063085-3. Geraadpleegd op 26 februari 2021.